# Dinastia Tudor

Stemma di Casa Tudor

La dinastia Tudor (in inglese: House of Tudor; in gallese: Tudur) fu un'antica casata reale inglese di origini gallesi, discendente matrilinearmente dai Tudor di Penmynydd. I Tudor, tramite cinque sovrani, governarono il Regno d'Inghilterra e i suoi reami, compreso il loro ancestrale Galles e la Signoria d'Irlanda (più tardi il Regno d'Irlanda), dal 1485 al 1603.
I Tudor succedettero ai Plantageneti come governanti del Regno d'Inghilterra. Il primo monarca Tudor fu Enrico VII, discendente attraverso sua madre da un ramo legittimato della Casa reale inglese di Lancaster.
Enrico salì al potere dopo la Guerra delle due rose (1455–1485) , guerra civile che vide contrapporsi York e Lancaster fino al 1471: infatti, l'ultimo re della famiglia Lancaster, Enrico VI, e il suo unico erede Edoardo morirono entrambi nel 1471, mentre l'ultimo re della famiglia York, Riccardo III, venne sconfitto e ucciso nella battaglia di Bosworth Field contro Enrico Tudor, il quale si proclamò discendente dei Lancaster e conquistò la Corona d'Inghilterra.
Enrico VII inoltre sposò Elisabetta di York, figlia del re Edoardo IV e nipote di Riccardo III, in modo da rafforzare il proprio debole diritto al trono. Infatti egli era discendente in linea femminile da un ramo illegittimo dei Lancaster, che era stato specificamente escluso dal trono da Enrico IV, primo re Lancaster. I legittimi discendenti dei Lancaster erano le case reali di Portogallo e di Castiglia. Di questa unione è simbolo la cosiddetta "rosa Tudor", generata dall'unione della rosa bianca degli York e della rosa rossa, la quale però contrariamente a quanto si crede, non era un simbolo dei Lancaster, e la cui origine è oscura (forse un simbolo dei Beaufort che Enrico ereditò dalla madre).
Insieme al già citato Enrico VII, suo figlio Enrico VIII e sua nipote Elisabetta I furono i tre principali sovrani ed esponenti della dinastia ed ebbero un ruolo molto importante nella trasformazione dell'Inghilterra da Paese della "periferia" europea dell'epoca medievale a potenza destinata a dominare gran parte del Pianeta nei secoli successivi.
I Tudor, infatti, estesero il loro dominio oltre la mera Inghilterra, governando anche sul Galles e sull'Irlanda. Nominalmente mantennero vive le storiche pretese della monarchia inglese sul trono di Francia, ma nessuno eccetto Enrico VIII vi si impegnò seriamente. Alla fine fu sua figlia Maria I ad abbandonare ogni pretesa su di esso quando perse l'ultimo avamposto inglese in Francia, Calais.
Dopo la morte senza eredi maschi del quindicenne Edoardo VI e il successivo regno delle sue due sorelle, Maria I e Elisabetta I, anch'esse morte senza eredi, la dinastia dei Tudor si estinse definitivamente nel 1603, portando sul trono inglese la Casa reale degli Stuart, già sovrani della Scozia.

## Enrico VII
Il primo re Tudor fu Enrico VII d'Inghilterra: sua madre era Margherita Beaufort, nipote di John Beaufort, I conte di Somerset, uno dei figli illegittimi di Giovanni Plantageneto, I duca di Lancaster, e dell'amante (e in seguito moglie) Caterina Swynford.
Normalmente i figliastri non potevano reclamare il trono ma, dal momento che egli aveva sposato Katherine nel 1396, le cose si erano complicate e i figli nati dalla relazione vennero dichiarati retroattivamente legittimi da una Bolla pontificia ratificata dal Parlamento nel 1397. Anche il fratellastro legittimo, Enrico IV d'Inghilterra, riconobbe la loro legittimità, ma dichiarò anche che non avrebbero potuto aspirare al trono. In ogni caso i discendenti di Giovanni rimasero storicamente sempre vicini ai parenti Lancaster.
Il padre di Enrico VII era invece Edmondo Tudor, figlio del gallese Owen Tudor e della vedova di Enrico V d'Inghilterra, Caterina di Valois, con cui intrattenne una lunga relazione che non è noto se sia mai sfociata in un matrimonio. Edmondo e i suoi fratelli erano considerati in ogni caso degli illegittimi e ogni fortuna sarebbe dovuta andare al loro fratellastro legittimo Enrico VI d'Inghilterra.
Enrico VII nacque a Pembroke nel 1457, crebbe in Galles e passò la giovinezza in esilio in Bretagna insieme allo zio Gaspare Tudor, mentre sua madre rimase in Inghilterra e si rimaritò senza mai smettere di sostenere i diritti del figlio sulla corona che ora era in mano agli York. Quando Enrico fu adulto, molti dei più importanti esponenti dei Lancaster erano morti ed egli, nel tentativo di presentarsi come l'erede Lancaster (nonostante eredi Lancaster legittimi fossero ben presenti nelle case reali di Portogallo e Castiglia) si autoproclamò dalla Francia un figlio di Enrico VI. I francesi, da sempre nemici dell'Inghilterra, finanziarono la sua spedizione con un prestito dai termini molto severi, incluso il fatto di dover lasciare due importanti ostaggi in Francia, uno dei quali era Thomas Grey, I marchese di Dorset. Il suo esercito, formato da galeotti e da un piccolo numero di mercenari, non ammontava a più di mille unità.
Nel 1485 Enrico sbarcò nel Pembrokeshire, incontrò Riccardo e lo uccise nella Battaglia di Bosworth Field. Proclamandosi re, subito dopo sposò la nipote di Riccardo, Elisabetta di York, figlia del defunto sovrano Edoardo IV. Contrariamente a quanto si crede però, questo non mise fine ad un conflitto che in sé era terminato con la battaglia di Tewksbury nel 1471; Enrico inoltre dovette affrontare diverse ribellioni durante il suo regno.
Enrico ed Elisabetta ebbero diversi figli; quelli che sopravvissero all'infanzia furono il primogenito Arturo Tudor, Enrico, Margherita Tudor, che sposò Giacomo IV di Scozia, e Maria Tudor, che in prime nozze sposò Luigi XII di Francia e poi Charles Brandon, amico d'infanzia del fratello Enrico.
Enrico VII voleva rafforzare la propria posizione dinastica - e infatti fece sposare Margherita al re di Scozia - e anche Arturo fece un'unione prestigiosa prendendo in moglie Caterina d'Aragona, la figlia di Isabella di Castiglia e Ferdinando II d'Aragona, che avevano completato la Reconquista spagnola e finanziato l'esploratore Cristoforo Colombo.
Arturo e Caterina, rispettivamente di quindici e sedici anni si sposarono nel 1502 e andarono a vivere al Castello di Ludlow, sede tradizionale del Principe di Galles, e lì Arturo morì durante un'epidemia di quello che all'epoca era chiamato sudore anglico dopo soli quattro mesi di matrimonio. L'erede al trono divenne allora il giovane Enrico. Venne ottenuta una dispensa papale perché egli potesse sposare la giovane cognata vedova, asserendo che il matrimonio tra Arturo e Caterina non sarebbe stato consumato, ma poco dopo Enrico VII annullò le nozze lasciando Caterina in un limbo d'incertezza.
Enrico VII durante il suo regno andò in guerra solo due volte: la prima nel 1496, quando venne invasa la Bretagna, e la seconda contro la Scozia per vendicarsi del supporto scozzese, nel 1499, a Perkin Warbeck, che pretendeva di essere uno dei figli superstiti di Edoardo IV d'Inghilterra (che invece erano certamente morti nella Torre di Londra diversi anni prima). Le nozze di Margherita nel 1502 dovevano siglare la pace a seguito di questo disdicevole evento.
Un altro grande problema di Enrico VII furono le casse reali: quando egli salì al trono le trovò praticamente svuotate dal recente tentativo di colpo di Stato dei Woodville, ma riuscì a rimettere in sesto le finanze attraverso una severa politica monetaria, lasciandole discretamente piene per il suo successore. Alla sua morte Enrico aveva rimesso in piedi le finanze del paese, aveva tenuto lontano i pretendenti al trono e aveva rafforzato il sistema giudiziario.
Enrico VII per consolidare il trono e per difenderlo, rese nuovamente operativi gli agenti, ovvero le "spie" che furono ufficialmente istituite dal suo predecessore Enrico VI ma che ne sospese l'operatività durante il corso della guerra delle due rose. I suoi agenti si sparsero per tutta Europa, si infiltrarono presso tutte le Corti, cominciando ad inviare rapporti particolareggiatissimi sulle attività di tutti i sovrani. Fu appunto Enrico VII il primo sovrano che stabilì un sistema di spionaggio anche presso quelle nazioni con cui non si trovava in guerra.
Fra i più famosi agenti del suo tempo figura sir Robert Clifford, noto gentiluomo di piccola nobiltà, di una delle contee settentrionali dell'isola.

## Enrico VIII: il re che divorziò con la Chiesa
Enrico VII morì nel 1509 e l'11 giugno suo figlio Enrico VIII d'Inghilterra sposò Caterina d'Aragona - che in quegli anni era vissuta quasi in stato d'indigenza presso il suocero - ed entrambi vennero incoronati il 24 giugno nell'Abbazia di Westminster. Il fatto che Caterina fosse stata la moglie di suo fratello aveva reso necessaria una dispensa papale (erano infatti considerati parenti stretti secondo il diritto dell'epoca) ed Enrico la sposò nonostante il padre fosse di parere contrario.
Nei primi due anni di regno, Enrico si occupò poco delle cose di governo e lasciò le sorti del paese in mano ai ministri che suo padre aveva nominato prima di morire, preferendo dedicarsi allo sport e ad altri divertimenti, e fu solo più avanti che si mise d'impegno per imparare le strategie militari e di governo. Il re dei primi anni è ricordato come un sovrano affascinante, di bell'aspetto, di amplissima cultura, disposto al dialogo, generoso nei doni e nelle amicizie, e fu solo negli ultimi anni di regno che divenne l'uomo grottescamente grasso, dispotico e crudele che è rimasto nell'immaginario collettivo.
Sfortunatamente per Enrico e Caterina l'erede tanto atteso non arrivò: il loro primogenito Enrico, duca di Cornovaglia morì dopo 52 giorni nel 1511 e solo dopo vari aborti o figli nati morti nacque una bambina sana, che venne battezzata Maria nel 1516. A Enrico fu chiaro che la dinastia era a rischio: una figlia femmina esponeva il trono a troppi sciacalli e peggio ancora poteva portare il paese alla guerra civile, mentre la moglie, la cui salute non era mai stata buona, sembrava incapace di dargli un maschio ed era precocemente entrata in menopausa.
Qualche tempo dopo, dopo essersi consultato con il fidato consigliere Thomas Wolsey, Enrico cominciò a pensare al divorzio. Caterina era sensibilmente più vecchia di Enrico ed egli voleva un figlio, così Wolsey fu spedito a Roma perché sottoponesse la questione al papa. Il pontefice tuttavia era riluttante a disconoscere una dispensa emanata dalla Santa Sede, anche perché si trovava schiacciato sotto il tallone di Carlo V d'Asburgo, che di Caterina era nipote e che in quel periodo stava mettendo a ferro e fuoco lo Stato Pontificio.
Dal canto suo Caterina si oppose strenuamente al divorzio appellandosi alla legittimità della dispensa, perciò ne nacque una battaglia legale che si trascinò per lunghi anni. Poiché Wolsey aveva fallito venne messo da parte a favore di Thomas Cromwell, I conte di Essex, che cercò di dirimere la questione. Tutti sapevano che il re voleva risposarsi, ma nessuno poteva sospettare che intendesse farlo con una delle dame di compagnia della moglie, la giovane Anna Bolena.
Mentre Cromwell cercava di convincere il tribunale ecclesiastico, convocato a Londra per ordine del papa, a concedere l'annullamento delle nozze di Enrico, Wolsey venne tratto in arresto e morì a Leicester nell'inverno 1530 mentre veniva portato alla Torre di Londra, dove sarebbe stato, con ogni probabilità, giustiziato.
Il tribunale ecclesiastico intanto arrancava, e alla fine dichiarò valide le nozze di Enrico e Caterina, per cui il Parlamento emanò una serie di leggi volte a troncare ogni legame fra il regno d'Inghilterra e il papato. Il sovrano venne dichiarato Capo Supremo della Chiesa d'Inghilterra (e dal regno di Elisabetta I d'Inghilterra in poi venne chiamato Governatore Supremo della Chiesa d'Inghilterra) cominciando a dare corpo a una struttura clericale staccata da quella romana. Venne eletto un nuovo Arcivescovo di Canterbury nella persona di Thomas Cranmer, che si affrettò ad annullare il matrimonio reale permettendo a Enrico di sposare Anna Bolena, la figlia di Tommaso Boleyn, un piccolo nobile che aveva avuto incarichi presso la corte.
Il matrimonio venne celebrato fra la fine del 1532 e l'inizio del 1533 e in settembre nacque la loro figlia, Elisabetta. Quanto a Caterina, venne esiliata e visse in campagna fino alla morte, avvenuta tre anni dopo. Anna non ebbe altri figli nati vivi e questo segnò la sua fine: nel 1536 venne accusata di stregoneria, incesto col proprio fratello e adulterio, cosa che portava automaticamente con sé l'accusa di Alto tradimento, Incesto e Stregoneria: venne processata, condannata a morte e giustiziata alla Torre nel maggio 1536 assieme ai suoi presunti complici.
Pochi giorni dopo Enrico si sposò con Giovanna Seymour, figlia di un altro nobile di relativa importanza, la quale il 12 ottobre 1537 partorì il tanto sospirato erede, che venne battezzato Edoardo. Purtroppo Jane morì qualche giorno dopo il parto di Febbre puerperale. Mentre Enrico - sprofondato nella depressione - piangeva la perdita della moglie, Cromwell continuava ad agire nel suo interesse proclamando l'Atto d'Unione con il Galles (cosiddette Laws in Wales Acts), con lo scopo di unire la monarchia inglese ai domini gallesi.
Nel frattempo, in considerazione dell'età del sovrano e della salute cagionevole dell'unico erede al trono i ministri di Enrico stavano pensando a nuove nozze per lui e la scelta cadde sulla duchessa tedesca Anna di Cleves. Il re aveva inizialmente aspirato alla mano della giovane Cristina duchessa di Milano, nipote di Carlo V a quanto pare fu persuaso da un dipinto di Hans Holbein il giovane che presentava la promessa sposa in una veste lusinghiera. Anna arrivò in Inghilterra alla fine del dicembre 1539 e si unì a Enrico il giorno di Capodanno. Il quarto matrimonio non fu mai consumato: il re, ormai obeso, di età per l'epoca avanzata (50 anni) e provato psicologicamente dalla grave depressione che lo aveva colpito alla morte di Jane Seymour si rivelò impotente e asserì che l'aspetto della moglie era tale da disgustarlo, oltre ad asserire che la consorte avesse stipulato anni prima un contratto matrimoniale vincolante con un principe tedesco che invalidava le nozze. Anna accettò presto un pacifico annullamento; in cambio del titolo di amatissima sorella del re le vennero offerti una cospicua rendita, diverse proprietà e il Palazzo di Richmond, oltre al Castello di Hever già appartenuto alla famiglia di Anna Bolena. Il matrimonio aveva avuto una matrice più politica che amorosa ed Enrico si risentì duramente con i suoi ministri per l'accaduto. Chi ne pagò le conseguenze fu Cromwell, che venne arrestato e giustiziato nel luglio 1540.
Lo stesso giorno Enrico sposò la giovanissima dama di corte Caterina Howard, cugina di Anna Bolena e del potente Thomas Howard, III duca di Norfolk. Il matrimonio era stato favorito dagli stessi Howard nella speranza di convincere Enrico a restaurare il cattolicesimo. Catherine era stata dama di compagnia di Anna di Cleves e il re se n'era infatuato facilmente; tuttavia la differenza di età era abissale: Catherine era giovane, spensierata, con diversi scandali alle spalle (accuratamente occultati dalla famiglia) sposata a un uomo del doppio della sua età, obeso, tormentato dalla gotta e dal diabete. La sua inesperienza la spinse a cercare conforto altrove e divenne l'amante del cortigiano Thomas Culpeper, giovane pupillo del re. Quando fu scoperta venne arrestata per alto tradimento e adulterio e, dopo aver negato, confessò le proprie colpe aggiungendovi anche diversi amori giovanili. Catherine venne giustiziata nel febbraio 1542 insieme a Culpeper e a un altro uomo che pretendeva di essere il suo legittimo marito e con cui aveva convissuto pubblicamente durante l'adolescenza. La sua morte segnò la fine di ogni speranza di ritorno del cattolicesimo e inflisse un duro colpo al potere degli Howard.
L'ultimo matrimonio di Enrico si celebrò nel 1543 con la protestante Caterina Parr, una nobile di notevole intelletto e cultura, già due volte vedova. Caterina era anche di religione riformata e questo attirò le ire di tutti i cattolici rimasti nel regno che godevano di una certa influenza. Norfolk tentò di farla arrestare perché pregava e parlava della fede luterana con il re, ma ella abilmente riuscì a persuadere il marito a graziarla dicendo che agiva in tal modo per distrarlo mentre era malato con delle colte conversazioni. Caterina rimase al fianco di Enrico fino alla sua morte e riuscì a instaurare buoni rapporti con tutti i suoi figliastri.

## Edoardo VI: il re bambino
Enrico morì il 28 gennaio 1547.
Nel suo testamento aveva riammesso alla successione sia Maria sia Elisabetta, senza tuttavia legittimarle. Al momento però il problema non si poneva: l'erede c'era ed era un fanciullo gracile di nove anni, Edoardo VI d'Inghilterra, che grazie all'influenza dei suoi precettori, Richard Cox (1500 circa-22 luglio 1581), Jean Belmain (morto dopo il 1557), John Cheke e Blanche Herbert (che vantava antenati nei Lollardi) era di provata fede protestante.
Se Edoardo fosse morto senza eredi gli sarebbero succedute Maria e poi Elisabetta; se anche loro fossero morte senza figli, il trono sarebbe andato ai discendenti di sua sorella minore, Maria Tudor, che andava a surclassare la maggiore Margherita Tudor.
Un re così giovane gettò il regno nel tumulto perché i nobili facevano a gara per entrare nel Consiglio di Reggenza; ovviamente Enrico ne aveva già designato i membri, ma uno di loro riuscì a mettersi a capo del Consiglio: Edoardo di Somerset, zio del re, che si era creato Duca di Somerset nel mese di febbraio del 1547 e sempre nello stesso anno divenne Lord protettore. Il suo dominio del Consiglio privato fu incontrastato ed egli continuò nel progetto, già avviato da Enrico, di sposare Edoardo alla giovane Maria Stuarda, la piccola orfana di Giacomo V di Scozia. Se tale unione fosse andata in porto Inghilterra e Scozia si sarebbero unite e, molto probabilmente, lo scisma anglicano sarebbe stato applicato anche alla Chiesa di Scozia, volente o nolente.
Il 10 settembre 1547 le armate di Somerset si scontrarono contro quelle del Reggente di Scozia James Hamilton, Duca di Châtellerault (1516 circa-22 gennaio 1575) alla Battaglia di Pinkie Cleugh. Somerset vinse e questo gli permise di mantenere saldo il proprio potere, ma la regina madre Maria di Guisa, appellandosi alla Auld Alliance, imbarcò la piccola Maria per la Francia, dove avrebbe sposato il Delfino.
Nel frattempo Edoardo si occupò di religione: nel 1549 fece pubblicare il Libro delle preghiere comuni, un testo che conteneva le preghiere per le pratiche devozionali quotidiane e per il servizio domenicale. Ovviamente non fu ben accolto: nel Devon e in Cornovaglia, dove esistevano ancora numerose enclave cattoliche, sorsero delle rivolte; la più famosa fu la Rivolta per il libro delle preghiere comuni, scatenatasi in Cornovaglia, dove la stragrande maggioranza della popolazione parlava solo il Cornico e non riusciva a comprendere la Nuova Bibbia inglese.
La rivolta venne soffocata da Somerset, ma questo non insegnò a Edoardo la prudenza; anzi, egli si inasprì sempre di più con i cattolici compresa la sorellastra Maria, cui era stato chiesto più volte di sospendere l'ascolto della Messa e di rinunciare alla propria fede; tuttavia Edoardo non la punì mai veramente. In rapporti migliori era con Elisabetta, che era una protestante moderata. Tuttavia le cose precipitarono quando quest'ultima fu accusata di avere una relazione illecita col barone Seymour di Sudeley, che aveva sposato Caterina Parr. Seymour venne giudicato colpevole più del progetto di rapire il re che di aver insidiato la principessa, e venne giustiziato nel marzo 1549. Elisabetta fu interrogata e giudicata innocente.
Anche Somerset stava per cadere: nell'ottobre 1549 egli aveva portato via Edoardo dalla sua residenza al Castello di Windsor e il re scrisse di sentirsi come preso in ostaggio. Immediatamente il Consiglio depose Somerset su istigazione del suo rivale John Dudley, che - se non de iure - divenne reggente de facto e, poco dopo, fu nominato Duca di Northumberland. Dudley, protestante e ambizioso, subito ordinò di spogliare le chiese dalle vestigia cattoliche, così da imporre meglio la nuova fede e, al contempo, arricchirsi; sempre in ambito religioso, nel 1552, fece pubblicare una revisione del Libro delle preghiere comuni.
L'anno dopo Edoardo si ammalò e i suoi consiglieri temettero che, se gli fosse succeduta la sorellastra Maria, il cattolicesimo sarebbe stato restaurato e tutte le riforme da loro attuate abolite. Anche il re doveva avere questo timore visto che stilò un testamento che contraddiceva quello del padre, poiché nominava sua erede Giovanna Grey, una delle nipoti di Maria Tudor. Northumberland non perse tempo e fece sposare il suo ultimogenito alla futura regina.
Edoardo morì il 6 luglio 1553 e Giovanna salì al trono. Nove giorni dopo, l'esercito messo insieme da Maria I d'Inghilterra la depose, lei e il marito vennero tratti in arresto e vennero giustiziati il febbraio seguente.

## Maria I: la cattolica e sanguinaria (Bloody Mary)
Poco dopo la propria ascesa al trono Maria annunciò l'intenzione di sposarsi col cattolicissimo Filippo II di Spagna, figlio di Carlo V d'Asburgo, che era nipote di sua madre. La prospettiva di questo matrimonio non entusiasmò gli inglesi, che temevano che Filippo avrebbe usato l'Inghilterra come stato satellite nel suo sconfinato impero trascinandola, forse, in guerre che nemmeno la riguardavano.
Nella primavera del 1554, Thomas Wyatt il giovane (1521-11 aprile 1554) progettò una rivolta che aveva lo scopo di deporre Maria e mettere sul trono Elisabetta. Il piano, tuttavia, venne scoperto e Wyatt giustiziato, non prima di essere torturato nella speranza che dicesse che Elisabetta era coinvolta nel piano, cosa che avrebbe dato un ottimo motivo per uccidere anche lei. Il nome della principessa non venne fatto, ma essa venne comunque imprigionata e soggiornò a lungo presso la Torre.
Maria e Filippo si sposarono nella Cattedrale di Winchester il 25 luglio, ma egli era ben poco attratto dalla moglie e passò con lei il minimo del tempo necessario. La loro unione si rivelò sterile e benché ella avesse più volte creduto di essere incinta non concepì mai un erede. La sua amarezza si riversò nell'ambito religioso: decisa a restaurare il cattolicesimo, perseguitò i protestanti, che finirono sul rogo in gran numero fra il 1555 e il 1558, tanto che Maria si guadagnò l'appellativo di Bloody Mary.
Questi avvenimenti, noti come Persecuzioni mariane, finirono per alienare le simpatie popolari. Più il tempo passava e più il numero dei cattolici di nascita diminuiva a favore di coloro che erano nati e cresciuti in un'Inghilterra riformata. Il definitivo allontanamento dal suo popolo si ebbe quando, il 7 gennaio 1558, perse l'ultimo avamposto inglese in terra di Francia, Calais, che andò a Francesco I di Guisa.
In ogni caso, durante il suo regno Maria introdusse un nuovo sistema monetario che rimase in uso fino alla fine del XVIII secolo, e il suo matrimonio con Filippo fornì nuove rotte commerciali. Maria prese diversi provvedimenti per fermare l'inflazione, sanare le finanze dello stato, aiutare i più poveri e affrontò varie crisi che avevano colpito il mercato. Esplorò potenziali rapporti commerciali con l'Africa, la Russia e gli stati baltici, lottò contro la degradazione che aveva caratterizzato la corte dei suoi predecessori, rafforzò le autorità di governo delle medie e grandi città e strinse per la prima volta relazioni diplomatiche con la Russia.
Maria morì all'età di 42 anni il 17 novembre 1558 e le succedette la venticinquenne Elisabetta.

## Elisabetta I: la regina vergine e protestante
Quando Elisabetta seppe della morte di Maria si trovava alloggiata a Hatfield House: si precipitò di corsa a Londra per poter essere nominata regina, cosa che dovette fare con una certa apprensione visto che fra i membri del Consiglio nominati dalla sorellastra c'erano diverse persone a lei ostili. Costoro infatti avevano spinto per la sua incarcerazione alla Torre, per farla sposare a un principe straniero, per esiliarla o anche per metterla a morte.
Per tutta risposta essa scelse come capo dei ministri William Cecil, I barone Burghley, uomo di fede protestante che era stato segretario di Somerset e di Northumberland. Sotto il regno di Maria egli era stato messo da parte, ma aveva fatto più volte visita alla principessa, ufficialmente per occuparsi dei suoi conti. Cecil era anche cugino di Blanche Parry (1507 o 1508-12 febbraio 1590), che fu per quasi 56 anni al servizio di Elisabetta e fu una delle donne a lei più vicine. Elisabetta si scelse anche un favorito nella persona di Robert Dudley, I conte di Leicester, che aveva costante accesso alle sue stanze.
Elisabetta aveva avuto una vita travagliata; l'essere figlia di Anna Bolena, che era finita decapitata e che non aveva mai avuto l'amore del popolo, non le fu d'aiuto. Dopo la morte del padre aveva vissuto con Caterina Parr e suo marito Thomas Seymour, fino a quando scoppiò lo scandalo della presunta relazione tra lei e Seymour. Dopo la ribellione di Wyatt, Elisabetta era stata interrogata e imprigionata e, benché avesse vissuto a lungo nella Torre, non venne mai giustiziata com'era stato chiesto di fare a Maria, tanto che alla fine era stata rilasciata e si era ritirata in campagna.
Elisabetta era di fede protestante, seppure in modo non radicale. Alla sua incoronazione, avvenuta nel gennaio 1559, molti dei vescovi cattolici nominati da Maria che avevano espulso numerosi protestanti dal regno si rifiutarono di officiare in inglese. Fu il Vescovo di Carlisle Owen Oglethorpe (morto 1559) a presiedere alla cerimonia, ma quando tentò di introdurre parti tradizionalmente cattoliche Elisabetta se ne andò.
Nei primi tempi del regno Elisabetta promulgò due importanti provvedimenti, l'Atto di uniformità del 1559 e l'Atto di Supremazia, che sancivano ufficialmente la nascita della Chiesa anglicana e facevano di Elisabetta il Governatore Supremo della Chiesa d'Inghilterra. Elisabetta mise in chiaro che chi non giurava alla prima richiesta avrebbe avuto una seconda opportunità, dopo di che ogni proprietà e bene del dissidente sarebbero stati requisiti.
Elisabetta governò da nubile e lo fece con estrema forza, tanto che nessuno ne sfidò mai l'autorità, anche se molti credevano che ella fosse troppo debole per tale peso e che dovesse maritarsi. Nonostante la sua popolarità fosse alta, sia il Parlamento sia il Consiglio privato pensavano che dovesse prendere marito: era infatti opinione comune che una Regina regnante dovesse avere un uomo che l'alleviasse dal peso di essere un Capo di Stato. Non meno rilevante era il problema che, se essa fosse morta senza eredi, non solo avrebbe posto fine alla dinastia Tudor, ma avrebbe anche dato adito a una guerra civile che sarebbe scoppiata fra i pretendenti al trono. Furono molte le richieste di matrimonio che giunsero da ogni parte d'Europa, e la probabilità che ella morisse divenne concreta nel 1564, quando si ammalò di vaiolo e nominò Dudley Lord Protettore. Dopo che Elisabetta si fu ripresa, Dudley venne ammesso al Consiglio privato e creato Conte di Leicester.
Elisabetta sperava che sua cugina Maria Stuarda acconsentisse a sposarlo, Maria però non volle e si unì a Enrico Stuart di Darnley, nipote di Margherita Tudor, un matrimonio che l'avvicinava alla corona inglese. Nel regno esistevano infatti ancora persone che si ricordavano che il matrimonio dei suoi genitori era stato dichiarato nullo prima che Anna venisse giustiziata, cosa che rendeva Elisabetta illegittima (la sua posizione non era mai stata chiarita del tutto), per cui Maria Stuarda sarebbe stata, in futuro, la legittima erede e sovrana.
Nonostante questi pensieri Elisabetta non designò mai quest'ultima come erede, forse perché, come aveva visto accadere a Maria, gli scontenti del suo regno avrebbero potuto raccogliersi attorno a una donna adulta e, per di più, con un regno alle spalle.
Durante gli anni di regno vennero fatti diversi tentativi di deporla. Nel 1569 Charles Neville, VI conte di Westmorland (18 agosto 1542-16 novembre 1601), e Thomas Percy, VII conte di Northumberland (1528-22 agosto 1572), tentarono di insediare sul trono Maria Stuarda, che era già, di fatto, prigioniera di Elisabetta dopo aver cercato asilo in Inghilterra. Nel 1571 ci provò il duca di Norfolk che aveva progettato anche di sposare Maria in modo da divenire re; tuttavia il piano, congegnato da Roberto di Ridolfi (18 novembre 1531-18 febbraio 1612), fu scoperto e Norfolk venne giustiziato.
Il maggior pericolo fu costituito dalla rivolta capeggiata dal conte di Essex, che aveva pensato di riuscire a far rivoltare Londra contro la sovrana; i londinesi, tuttavia, si mostrarono riluttanti ed Essex fu arrestato e ucciso insieme con gli altri cospiratori.
Nel 1570 la minaccia venne da fuori: Papa Pio V emanò la Regnans in Excelsis che scomunicava Elisabetta e la dichiarava deposta, liberando coloro che le erano assoggettati da ogni dovere verso di lei. Il Parlamento la pressò perché giustiziasse Maria, che ormai era prigioniera da quasi tre anni; tuttavia, nonostante le richieste pressanti, ella vacillò ed esitò per altri diciassette anni, prima di acconsentire a uccidere un'altra regina consacrata.
Nel 1586 Elisabetta venne convinta del coinvolgimento di Maria in un piano ordito contro di lei e, alla fine, firmò la sua condanna a morte; l'8 febbraio 1587 Maria fu decapitata al Fotheringhay Castle, con grande livore dell'Europa cattolica.
Gli anni passarono ed Elisabetta non si sposò e girarono molte voci sul perché di tale scelta. Alcuni sostennero che era innamorata di Dudley e che avesse addirittura avuto un figlio da lui, tuttavia questo fu solo uno dei mille pettegolezzi che fiorì attorno a una relazione, di qualsivoglia natura, durata tanti anni. Forse Elisabetta, però, vedeva donne che, come Giovanna Grey, avevano pagato con la vita il matrimonio entro la famiglia reale o come la sua sorellastra Maria, che aveva generato tanto malcontento sposando un principe straniero e, forse, temeva che a lei sarebbe toccata la perdita del controllo del regno.
Le voci più insistenti di un matrimonio di Elisabetta fiorirono fra il 1579 e il 1581 e volevano che il promesso sposo fosse Francesco Ercole di Valois, figlio di Enrico II di Francia e Caterina de' Medici. Dopo aver passato anni a convincerla a sposarsi ora il Parlamento si affrettò a sconsigliarle caldamente l'unione con un uomo la cui madre era sospettata di essere l'artefice del Massacro di San Bartolomeo del 1572, che aveva visto la morte di centinaia di ugonotti.
Elisabetta allontanò il pretendente e s'accorse che i Tudor sarebbero morti con lei; era il 1581 ed ella aveva 44 anni. Tuttavia la minaccia più pressante venne dalla Spagna: il suo ex cognato Filippo II, nel 1588, le scagliò contro l'Invincibile Armata comandata da Alonso Pérez de Guzmán, VII duca di Medina Sidonia. Le navi degli spagnoli e quelle della Repubblica delle Sette Province Unite erano superiori a quelle inglesi, tuttavia il cattivo tempo nella Manica, la cattiva gestione delle risorse e l'abilità di Francis Drake e del conte di Nottingham garantirono la vittoria agli inglesi.
Mentre Elisabetta invecchiava, il regno prosperava (alla sua morte il bilancio del regno era in attivo) e, in risposta a una carestia scoppiata nel decennio del 1590, la regina emanò le Poor Law, che sancivano il diritto per ogni contadino all'accesso di una somma annuale versatagli dalla corona, quando era troppo malato per lavorare.
Elisabetta venne anche istruita: conosceva il latino, l'italiano, il francese e un po' di greco e, forse, come il padre, era versata per la musica sia nel canto sia nel liuto.
Elisabetta si spense al Palazzo di Richmond il 24 marzo 1603, senza aver nominato un successore.
Giacomo VI di Scozia, figlio della defunta Maria Stuarda e - contrariamente alla madre - di credo protestante, salì al trono come primo sovrano della dinastia Stuart.

## Albero genealogico
|                                         |                                             |                                             |                                         |                   |                                           |                        |                        |                                        |                                        |                                       |                                       |
|                                         |                                             |                                             |                                         |                   |                                           |                        |                        |                                        |                                        |                                       |                                       |
|                                         |                                             |                                             |                                         |                   |                                           |                        |                        |                                        |                                        |                                       |                                       |
|                                         |                                             |                                             |                                         |                   |                                           |                        |                        |                                        |                                        |                                       |                                       |
|                                         |                                             |                                             |                                         |                   | Goronwy                                   |                        |                        |                                        |                                        |                                       |                                       |
|                                         |                                             |                                             |                                         |                   |                                           |                        |                        |                                        |                                        |                                       |                                       |
|                                         |                                             |                                             |                                         |                   |                                           |                        |                        |                                        |                                        |                                       |                                       |
|                                         |                                             |                                             |                                         |                   | Maredudd -1406                            |                        |                        |                                        |                                        |                                       |                                       |
|                                         |                                             |                                             |                                         |                   |                                           |                        |                        |                                        |                                        |                                       |                                       |
|                                         |                                             |                                             |                                         |                   |                                           |                        |                        |                                        |                                        |                                       |                                       |
|                                         |                                             |                                             |                                         |                   | Owen 1385-1461                            |                        |                        |                                        |                                        |                                       |                                       |
|                                         |                                             |                                             |                                         |                   |                                           |                        |                        |                                        |                                        |                                       |                                       |
|                                         |                                             |                                             |                                         |                   |                                           |                        |                        |                                        |                                        |                                       |                                       |
|                                         |                                             |                                             | Tommaso 1429-1501                       | Tommaso 1429-1501 | Edmondo 1430-1456                         | Edmondo 1430-1456      | Jasper 1431-1495       | Jasper 1431-1495                       |                                        |                                       |                                       |
|                                         |                                             |                                             |                                         |                   |                                           |                        |                        |                                        |                                        |                                       |                                       |
|                                         |                                             |                                             |                                         |                   |                                           |                        |                        |                                        |                                        |                                       |                                       |
|                                         |                                             |                                             |                                         |                   | ENRICO VII 1457-1509 ⚭ Elisabetta di York |                        |                        |                                        |                                        |                                       |                                       |
|                                         |                                             |                                             |                                         |                   |                                           |                        |                        |                                        |                                        |                                       |                                       |
|                                         |                                             |                                             |                                         |                   |                                           |                        |                        |                                        |                                        |                                       |                                       |
|                                         | Margherita 1489-1541 ⚭ Giacomo IV di Scozia | Margherita 1489-1541 ⚭ Giacomo IV di Scozia |                                         |                   |                                           | ENRICO VIII 1491-1547  | ENRICO VIII 1491-1547  | Maria 1496-1533 ⚭ Luigi XII di Francia | Maria 1496-1533 ⚭ Luigi XII di Francia | Arturo 1486-1502 ⚭ Caterina d'Aragona | Arturo 1486-1502 ⚭ Caterina d'Aragona |
|                                         |                                             |                                             |                                         |                   |                                           |                        |                        |                                        |                                        |                                       |                                       |
|                                         |                                             |                                             |                                         |                   |                                           |                        |                        |                                        |                                        |                                       |                                       |
| Giacomo V di Scozia 1512-1542           | Giacomo V di Scozia 1512-1542               | Margaret Douglas 1515-1578                  | Margaret Douglas 1515-1578              | MARIA I 1516-1558 | MARIA I 1516-1558                         | ELISABETTA I 1533-1603 | ELISABETTA I 1533-1603 | EDOARDO VI 1537-1553                   | EDOARDO VI 1537-1553                   |                                       |                                       |
|                                         |                                             |                                             |                                         |                   |                                           |                        |                        |                                        |                                        |                                       |                                       |
|                                         |                                             |                                             |                                         |                   |                                           |                        |                        |                                        |                                        |                                       |                                       |
| Maria Stuarda 1542-1587 ⚭ Enrico Stuart | Maria Stuarda 1542-1587 ⚭ Enrico Stuart     | Enrico Stuart 1545-1567 ⚭ Maria Stuarda     | Enrico Stuart 1545-1567 ⚭ Maria Stuarda |                   |                                           |                        |                        |                                        |                                        |                                       |                                       |
|                                         |                                             |                                             |                                         |                   |                                           |                        |                        |                                        |                                        |                                       |                                       |
|                                         |                                             |                                             |                                         |                   |                                           |                        |                        |                                        |                                        |                                       |                                       |
| Giacomo I 1566-1625                     |                                             |                                             |                                         |                   |                                           |                        |                        |                                        |                                        |                                       |                                       |

## Sovrani d'Inghilterra e d'Irlanda della dinastia Tudor
| Ritratto | Nome         | Data di nascita  | Regno                                                              | Regno            | Regno            | Consorte/i e discendenza |
| Ritratto | Nome         | Data di nascita  | Titolo/i                                                           | Inizio           | Fine             | Consorte/i e discendenza |
| -------- | ------------ | ---------------- | ------------------------------------------------------------------ | ---------------- | ---------------- | --- |
|          | Enrico VII   | 28 gennaio 1457  | Re d'Inghilterra e Signore d'Irlanda                               | 22 agosto 1485   | 21 aprile 1509   | Elisabetta di York tre figli e quattro figlie |
|          | Enrico VIII  | 28 giugno 1491   | Re d'Inghilterra e Signore di Irlanda, poi Re d'Irlanda            | 21 aprile 1509   | 28 gennaio 1547  | (1ª) Caterina d'Aragona due figli e una figlia (2ª) Anna Bolena una figlia (3ª) Jane Seymour un figlio (4ª) Anna di Clèves nessun figlio (5ª) Caterina Howard nessun figlio (6ª) Caterina Parr nessun figlio |
|          | Edoardo VI   | 12 ottobre 1537  | Re d'Inghilterra e Re d'Irlanda                                    | 28 gennaio 1547  | 6 luglio 1553    | mai sposato |
|          | Maria I      | 18 febbraio 1516 | Regina d'Inghilterra e Regina d'Irlanda; Regina consorte di Spagna | 19 luglio 1553   | 17 novembre 1558 | Filippo II di Spagna nessun figlio |
|          | Elisabetta I | 7 settembre 1533 | Regina d'Inghilterra e Regina d'Irlanda                            | 17 novembre 1558 | 24 marzo 1603    | mai sposata |

## Armoriale

### Stemmi prima della successione al trono d'Inghilterra
| Stemma | Possessore |
|        | Stemma antico della famiglia Tudor come nobili gallesi |
|        | Stemma di Edmondo Tudor, primo conte di Richmond. Essendo figlio di una principessa di Francia e di un piccolo elitario gallese, la concessione di queste armi a lui dal suo fratellastro Enrico VI riconosce il suo status come parte della Famiglia reale di Lancaster |
|        | Stemma di Jasper Tudor, duca di Bedford e conte di Pembroke, fratello di Edmondo Tudor |

### Stemmi dei sovrani di Casa Tudor
| Stemma | Data e possessore                                                                                               |
|        | Stemma di Enrico VII (1485–1509) e di Enrico VIII (1509–1547; prima parte del suo regno)                        |
|        | Stemma di Enrico VIII (1509–1547; seconda parte del suo regno) e di Edoardo VI (1547–1553)                      |
|        | Stemma di Maria I (1554–1558; lo stemma è impalato con quello di suo marito Filippo II d'Asburgo, re di Spagna) |
|        | Stemma di Elisabetta I (1558–1603)                                                                              |

### Stemmi dei Tudor eredi al trono d'Inghilterra
| Stemma | Possessore                                                                      |
|        | dal 1489 al 1574 Stemma dei Principi del Galles Arturo, Enrico ed Edoardo Tudor |

### Emblemi e Simboli di Casa Tudor
| Emblema/Simbolo | Nome e Descrizione                                                                                     |
|                 | Rosa Tudor Emblema nato dall'unione della rosa rossa dei Beaufort () e della rosa bianca degli York () |
|                 | Rosa Tudor coronata, emblema d'Inghilterra                                                             |
|                 | Rosa Tudor non coronata                                                                                |
|                 | Drago Tudor Il drago simboleggia le origini gallesi dei Tudor e l'unione del Galles con l'Inghilterra  |
|                 | Saracinesca Tudor Saracinesca tratta dai loro antenati Beaufort                                        |
|                 | Giglio Tudor Il giglio (o Fleur-de-lys) simboleggia le pretese dei Tudor sul Regno di Francia          |
|                 | Arpa Tudor L'arpa simboleggia i Tudor in qualità di Re d'Irlanda                                       |

## Film sui Tudor
- Henry VIII (1911)
- La regina Elisabetta (Les amours de la reine Élisabeth) (1912)
- Anna Bolena (Anna Boleyn) (1920)
- The Virgin Queen (1923)
- The Loves of Mary, Queen of Scots (1923)
- Dorothy Vernon of Haddon Hall (1924)
- Queen Elizabeth (1927)
- Le sei mogli di Enrico VIII (The Private Life of Henry VIII) (1933)
- Drake of England (1935)
- Maria di Scozia (Mary of Scotland) (1936)
- Elisabetta d'Inghilterra (Fire Over England) (1937)
- Il principe e il povero (The Prince and the Pauper) (1937)
- Il conte di Essex (The Private Lives of Elizabeth and Essex) (1939)
- Destino di sangue (Tudor Rose) (1939)
- Lo sparviero del mare (The Sea Hawk) (1940)
- Anna Bolena (Catalina de Inglaterra) (1951)
- La spada e la rosa (The Sword and the Rose) (1953)
- La regina vergine (Young Bess) (1953)
- Il favorito della grande regina (The Virgin Queen) (1955)
- Il dominatore dei 7 mari (1962)
- Un uomo per tutte le stagioni (A Man for All Seasons) (1966)
- La regina che non seppe amare (Elizabeth the Queen) (1968) Film TV
- Anna dei mille giorni (Anne of the Thousand Days) (1969)
- Le sei mogli di Enrico VIII (1970)
- Elisabetta Regina (1971) Miniserie TV
- The Shadow of the Tower (1972) Miniserie TV
- Maria Stuarda, regina di Scozia (Mary, Queen of Scots) (1972)
- Tutte le donne del re (Henry VIII and His Six Wives) (1973)
- Il principe e il povero (Crossed Swords) (1977)
- Henry VIII (1979) Film TV
- Elisabetta, regina d'Inghilterra (1985) Film TV
- Lady Jane (Lady Jane) (1986)
- Un uomo per tutte le stagioni (A Man for All Seasons) (1988) Film TV
- Henry VIII (1991) Film TV
- Il principe e il povero (The Prince and the Pauper) (1996) Film TV
- Shakespeare in Love (Shakespeare in Love) (1997)
- Elizabeth (Elizabeth) (1998)
- Elizabeth (2000) Film TV
- Il principe e il povero (The Prince and the Pauper) (2000) Film TV
- The Six Wives of Henry VIII (2001)
- The Other Boleyn Girl (2003) Film TV
- Henry VIII (2003) Miniserie TV
- Elizabeth Rex (2003) Film TV
- Gunpowder, Treason & Plot (2004) Film TV
- The Virgin Queen (2005) Miniserie TV
- Elizabeth I (Elizabeth I) (2005) Film TV
- The Madness of Henry VIII (2006) Film TV
- I Tudors (2007) Serie TV
- Blood Ties (2007) Serie TV
- Elizabeth: The Golden Age (Elizabeth: The Golden Age) (2007)
- L'altra donna del re (2008)

## Serie televisive sui Tudor
- I Tudors (2007)
- The White Queen
- The White Princess
- The Spanish Princess
- Becoming Elizabeth
- My Lady Jane